# Archer Lodge
Archer Lodge är en kommun (town) i Johnston County i North Carolina. Vid 2020 års folkräkning hade Archer Lodge 4 797 invånare.